# 国分南
国分南（こくぶみなみ）は、神奈川県海老名市の町名。現行行政地名は国分南一丁目から国分南四丁目。住居表示実施済み区域。

## 地理
市内東部に位置し、神奈川県道40号線の南北に広がる。座間丘陵の南部にあたり、東端を目久尻川が流れる。中央部には相模国分寺が立地する。
北で国分北、北東で柏ケ谷、東で望地、南で綾瀬市早川・国分寺台・浜田町・勝瀬・大谷北、西で中央、北西でめぐみ町とそれぞれ接する（特記ないものは海老名市）。

### 面積
面積は以下の通りである。
| 丁目         | 面積（km2） |
| ------------ | ----------- |
| 国分南一丁目 | 0.19        |
| 国分南二丁目 | 0.28        |
| 国分南三丁目 | 0.24        |
| 国分南四丁目 | 0.17        |
| 計           | 0.88        |

### 地価
住宅地の地価は、2023年（令和5年）1月1日の公示地価によれば、国分南1-6-38の地点で26万4000円/m2となっている。

## 歴史
1991年（平成3年）に大字国分で住居表示が実施されたことで成立した。
- 1991年（平成3年）
  - 2月25日 - 海老名市大字国分の一部が分離、国分南一丁目・二丁目成立[5][7]。
  - 11月11日 - 海老名市大字国分の一部が分離、国分南三丁目・四丁目成立[5][8]。

## 世帯数と人口
2023年（令和5年）1月1日現在（海老名市発表）の世帯数と人口は以下の通りである。
| 丁目         | 世帯数    | 人口    |
| ------------ | --------- | ------- |
| 国分南一丁目 | 820世帯   | 1,438人 |
| 国分南二丁目 | 1,566世帯 | 3,884人 |
| 国分南三丁目 | 969世帯   | 2,102人 |
| 国分南四丁目 | 589世帯   | 1,571人 |
| 計           | 3,944世帯 | 8,995人 |

### 人口の変遷
国勢調査による人口の推移。
| 年                 | 人口  |
| ------------------ | ----- |
| 1995年（平成7年）  | 6,909 |
| 2000年（平成12年） | 7,012 |
| 2005年（平成17年） | 8,877 |
| 2010年（平成22年） | 9,243 |
| 2015年（平成27年） | 9,067 |
| 2020年（令和2年）  | 9,061 |

### 世帯数の変遷
国勢調査による世帯数の推移。
| 年                 | 世帯数 |
| ------------------ | ------ |
| 1995年（平成7年）  | 2,518  |
| 2000年（平成12年） | 2,631  |
| 2005年（平成17年） | 3,396  |
| 2010年（平成22年） | 3,636  |
| 2015年（平成27年） | 3,667  |
| 2020年（令和2年）  | 3,835  |

## 学区
市立小・中学校に通う場合、学区は以下の通りとなる（2022年12月時点）。
| 丁目         | 番地             | 小学校                 | 中学校                 |
| ------------ | ---------------- | ---------------------- | ---------------------- |
| 国分南一丁目 | 全域             | 海老名市立海老名小学校 | 海老名市立海老名中学校 |
| 国分南二丁目 | 1～15番 17～51番 | 海老名市立海老名小学校 | 海老名市立海老名中学校 |
| 国分南二丁目 | 16番             | 海老名市立杉本小学校   | 海老名市立海老名中学校 |
| 国分南三丁目 | 全域             | 海老名市立海老名小学校 | 海老名市立海老名中学校 |
| 国分南四丁目 | 全域             | 海老名市立海老名小学校 | 海老名市立海老名中学校 |

## 事業所
2021年（令和3年）現在の経済センサス調査による事業所数と従業員数は以下の通りである。
| 丁目         | 事業所数  | 従業員数 |
| ------------ | --------- | -------- |
| 国分南一丁目 | 102事業所 | 653人    |
| 国分南二丁目 | 37事業所  | 350人    |
| 国分南三丁目 | 48事業所  | 313人    |
| 国分南四丁目 | 24事業所  | 143人    |
| 計           | 211事業所 | 1,459人  |

### 事業者数の変遷
経済センサスによる事業所数の推移。
| 年                 | 事業者数 |
| ------------------ | -------- |
| 2016年（平成28年） | 210      |
| 2021年（令和3年）  | 211      |

### 従業員数の変遷
経済センサスによる従業員数の推移。
| 年                 | 従業員数 |
| ------------------ | -------- |
| 2016年（平成28年） | 1,253    |
| 2021年（令和3年）  | 1,459    |

## 主な施設

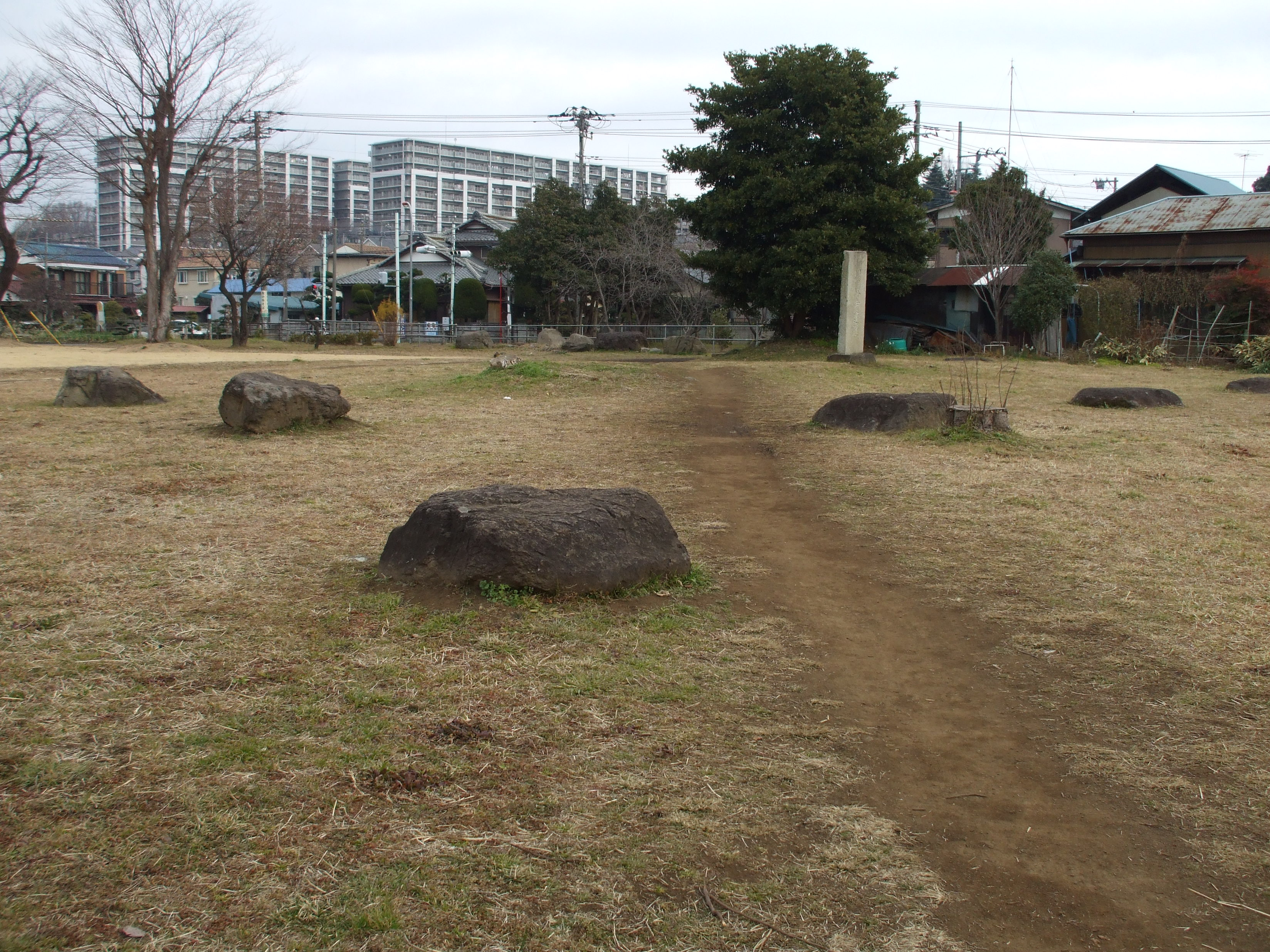
相模国分寺跡。後方のマンション群がルネエアズヒル

国分南一丁目
- 相模国分寺
  - 相模国分寺跡
- 海老名市温故館

国分南二丁目
- 伊勢山自然公園[18]
- 伊勢山大神宮
- 国分郵便局
- ルネエアズヒル - 集合住宅。
- 国分第三公園[18]
- 国分やまに平児童遊園[18]
- 国分やまに平第二児童遊園[18]
- 国分児童館児童遊園[18][注 1]
- 国分逆川団地児童遊園[18]
- 国分伊勢山児童遊園[18]

国分南三丁目
- 海老名市立海老名小学校
- 海老名市立海老名中学校
- 国分八景公園[18]
- 国分南原児童遊園[18]
- ひさご塚公園[18]
  - 瓢箪塚古墳

国分南四丁目
- 海老名市国分コミュニティセンター
- 国分宮ノ台児童遊園[18]
- 国分宮ノ台第二児童遊園[18][注 2]
- 国分宮ノ台第三児童遊園[18][注 2]
- 国分宮ノ台第四児童遊園[18][注 2]
- 国分宮ノ台第五公園[18][注 2]
- 国分宮ノ台第六公園[18][注 2]

## 交通
地内を通る鉄道路線および高速道路・国道はない。最寄の鉄道駅は海老名駅。

### 道路
主要地方道
- 神奈川県道40号横浜厚木線 - 中央部を東西に走る。地内では大部分が新道と旧道の二重経路区間となる。

一般県道
- 神奈川県道406号吉岡海老名線 - 地内を南北に走り、県道40号・407号との交差点が終点となる。3丁目・4丁目間の境界線をなす。
- 神奈川県道407号杉久保座間線 - 406号同様地内を南北に走る。県道40号以北では1丁目・2丁目間の境界線をなす。

### バス
相鉄バスおよび神奈川中央交通の路線が県道上を各方面に向けて走っているほか、海老名市コミュニティバスの路線が北部を通過している。

## その他

### 日本郵便
- 郵便番号 : 243-0405[3]（集配局 : 綾瀬郵便局[19]）。